# Monaky-kastély
A Monaky-kastély a Hernád folyó völgyében fekvő Monokon található műemlék épület. Az 1960-as években a 18. századi állapotokat rekonstruálni kívánó felújítása megkezdődött, szállodát is terveztek kialakítani az épületben, ám a helyreállítás befejezetlenül maradt, így az épület nem látogatható.
A Monaky család (más néven Monoky család) egyike volt a legrégibb magyar nemzetségeknek, akik a 14. század óta Monok település birtokosai voltak.
A kastély és Monok település is feltehetően a család után kapta a nevét.

## Története
A kastély a falu központjában lévő domb tetején, reneszánsz stílusban, 1570–1580 körül épült.
Építtetése a tehetős középbirtokos Monaky János nevéhez fűződik.
1567-ben már Monaky Mihály volt a tulajdonos, mikor Hasszán temesvári pasa megostromolta és elfoglalta.
Majd 1673-ban Thököly Zsigmond vallhatja magáénak.
A Monaky család 1693-ban fiúágon kihalt, ezután női ágon öröklődött tovább a kastély. 
Monaky Annának Andrássy Mátyással kötött házassága révén az Andrássyak tulajdona lett egész Monokkal és környékével együtt.

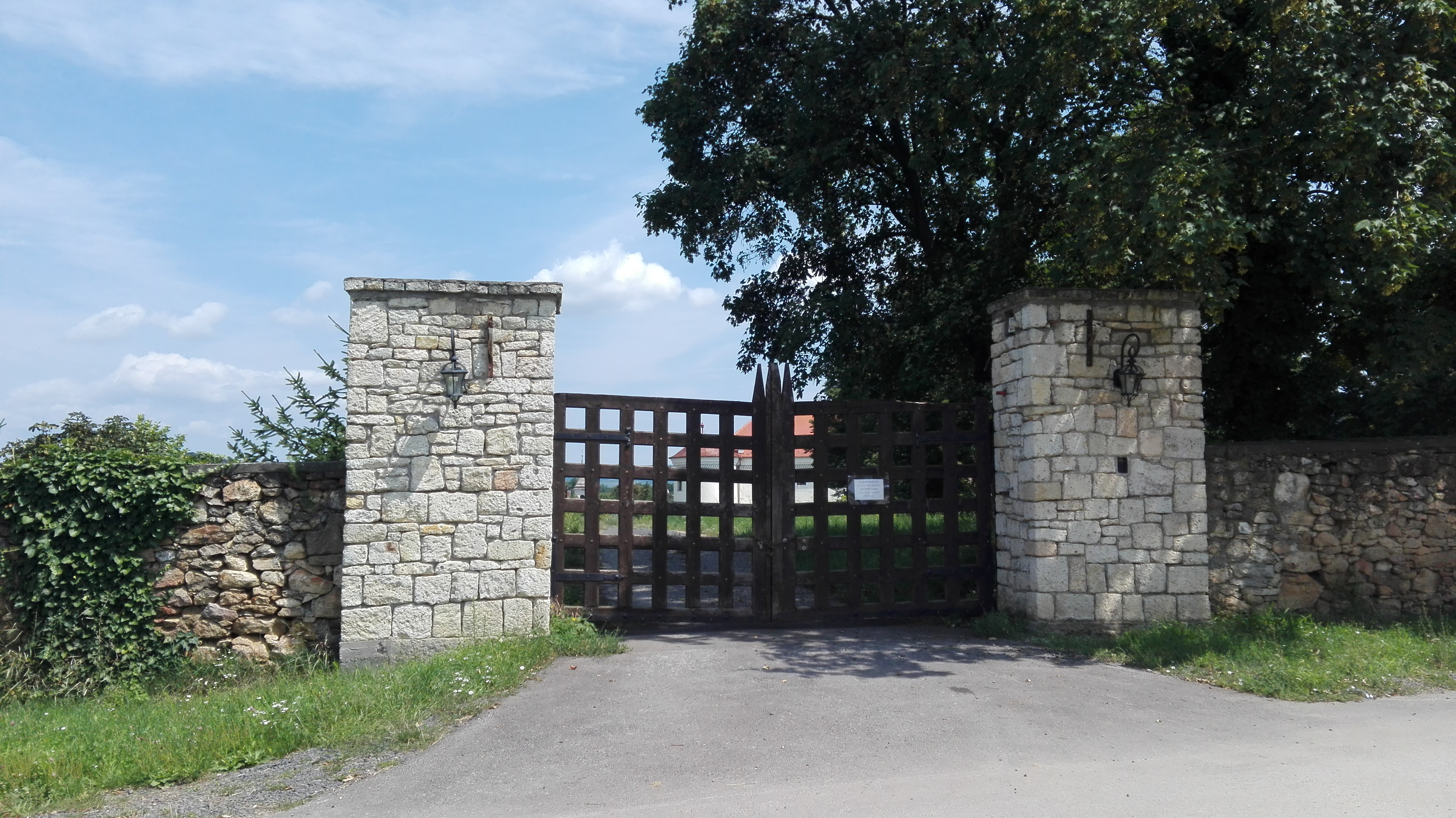
Bejárat

A 18. században az örökösök között megosztott Monoki uradalom, a kastéllyal együtt az Andrássy család kezében újra egyesült.
A 18. század második felében, mint a magyar főurak többsége, már az Andrássyak sem érték be ezzel a szolidabb kiskastéllyal, nagyobb építésébe kezdtek, de a régit továbbra sem hanyagolták el.
A II. világháború után iskola működött benne, majd a termelőszövetkezet előbb magtárnak, később irodaháznak használta. 
Az 1990-es években újra szükségessé vált a felújítása, de ennek költségeit már nem tudta állni a helyi önkormányzat, így 1999-ben az épület eladásra került. A felújítás előtt Feld István és Simon Zoltán vezetésével újabb régészeti ásatásokra került sor.

## A kastély külső része

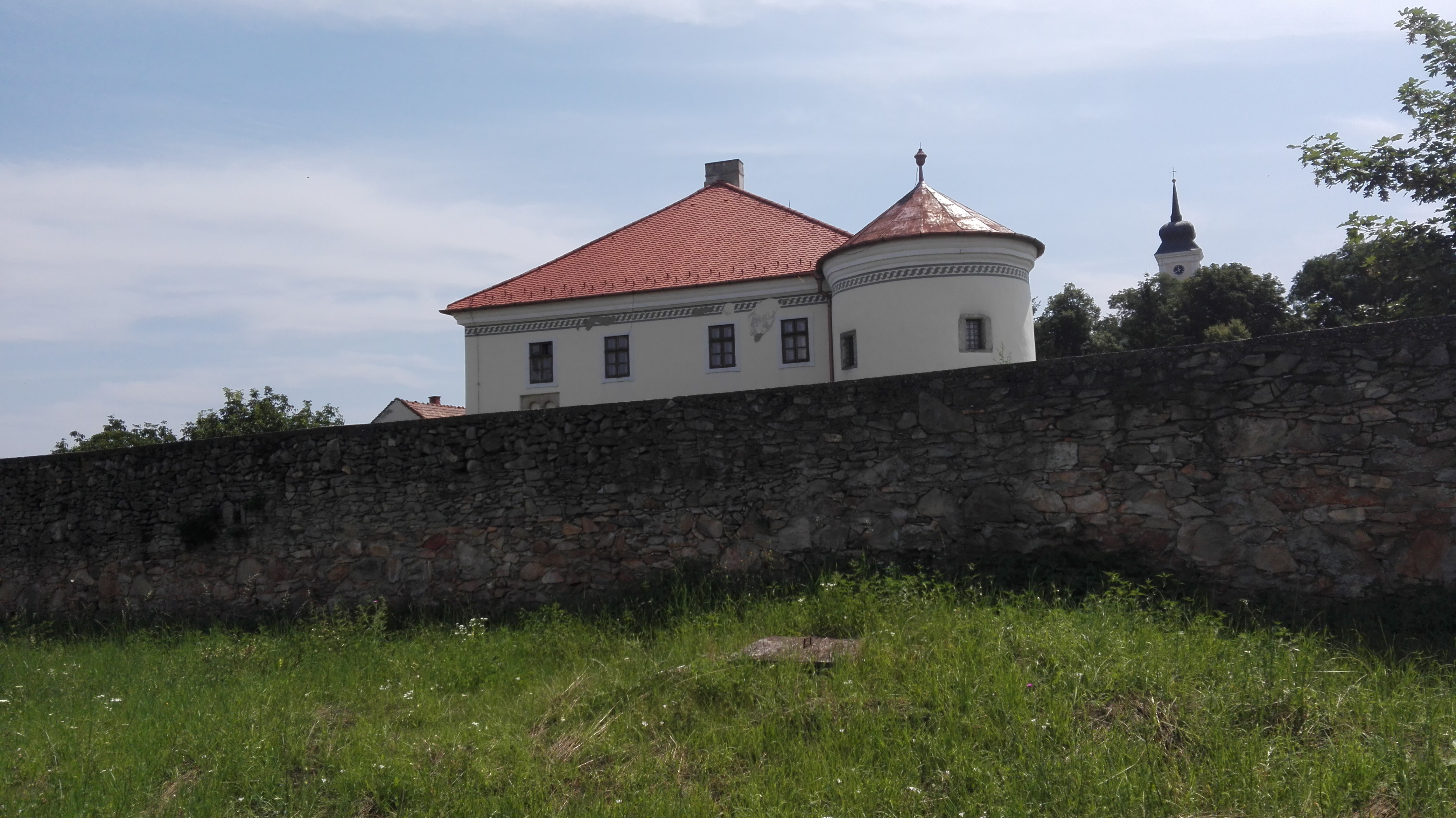
Erődfal

A lakók védelméül bástyás erődfallal és mély árokkal vették körül. Az erődfal jelentős része ma is látható.
Egyemeletes, 22 méter × 16 méteres épület. Középső, kéttraktusos, 17 méter × 15 méteres része épült a legkorábban.

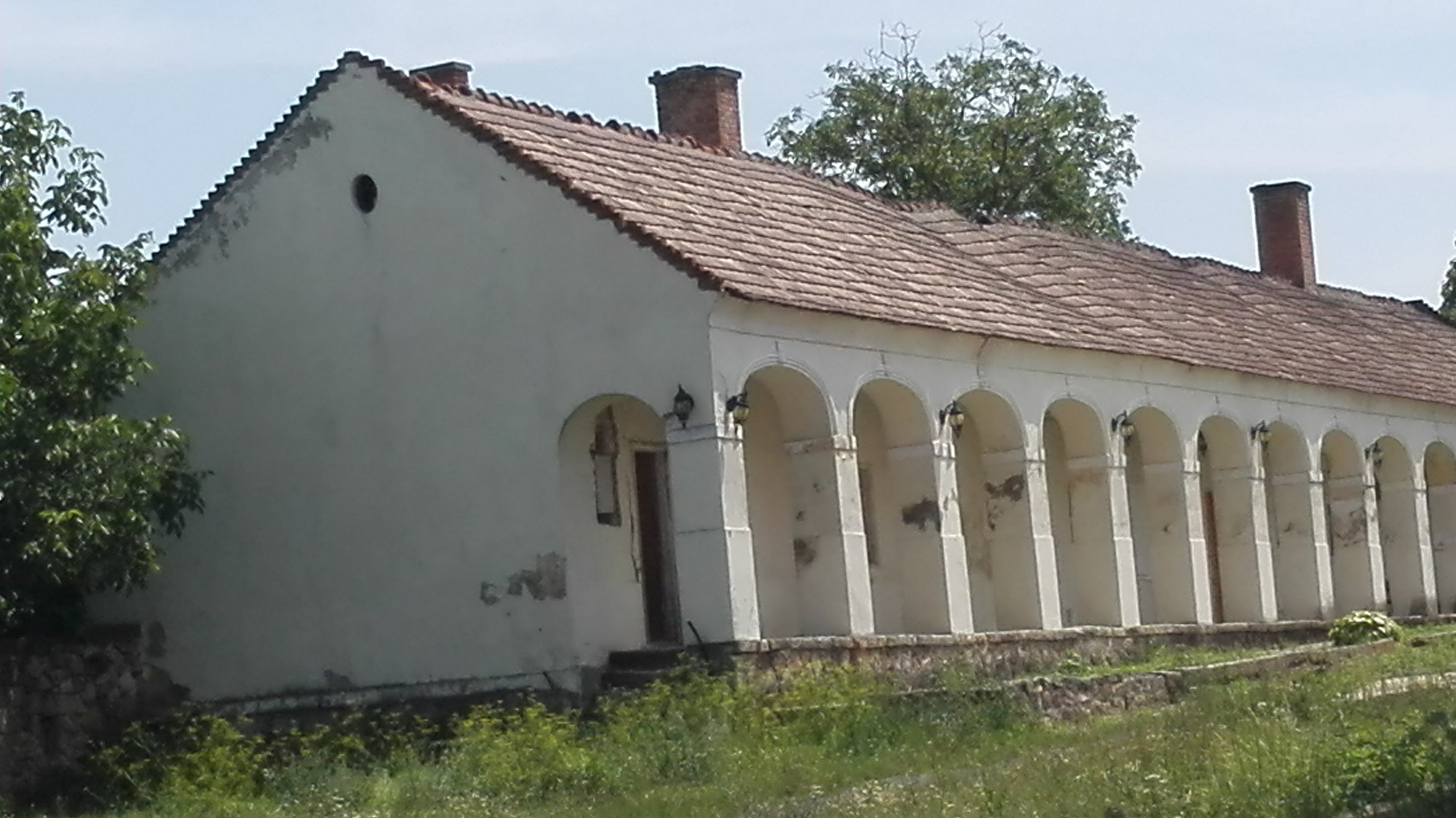
Gazdasági épület

Két, ellentétes sarkán egy-egy épülettömbbel bővítették. Délkeleten, egy lőrésekkel ellátott, téglalap alakú, emeletes saroképítményt, délnyugati felén, 1670 és 1673 között szintén emeletes, kerek bástyatornyot illesztettek a főépülethez. Innen hirdették ki a halálos ítéleteket, a pallosjog idején.
Utólag alápincézték, a földszint új, magasabb boltozatot kapott, belül négy ablakkal megvilágított helyiséget alakítottak ki. Felújítás után 1673-ban, ezerötszáz forint volt a becsült értéke.
A bejárat felett a Monaky-család címere látható.
A 18. századtól, a kastély bal oldalán, egy nyeregtetős, tizenegy árkádos tornácú gazdasági épület áll.

## A kastély belső része
Tágas lakószobák, nagy, világos ablakok, cserépkályhák szolgálták a család kényelmét és hirdették gazdagságát.
Az épületbe fa feljárólépcsőn lehetett bejutni, mely ma is megtalálható.
Az ajtón belépve egy nagy boltozatos-, tőle balra egy-, jobbra két kisebb boltozatos helyiség nyílik, melyek ablakait betapasztották az átalakítás után. 
Fagarádics vezetett az emeleti, deszkamennyezetű előszobába, ahonnan nyugatra egy háromablakos boltozott terem, balra és jobbra egy-egy szoba nyílt, melyekhez árnyékszék is tartozott. Az előszobából feljárón keresztül lehetett a padlásra jutni.

## Felújítások

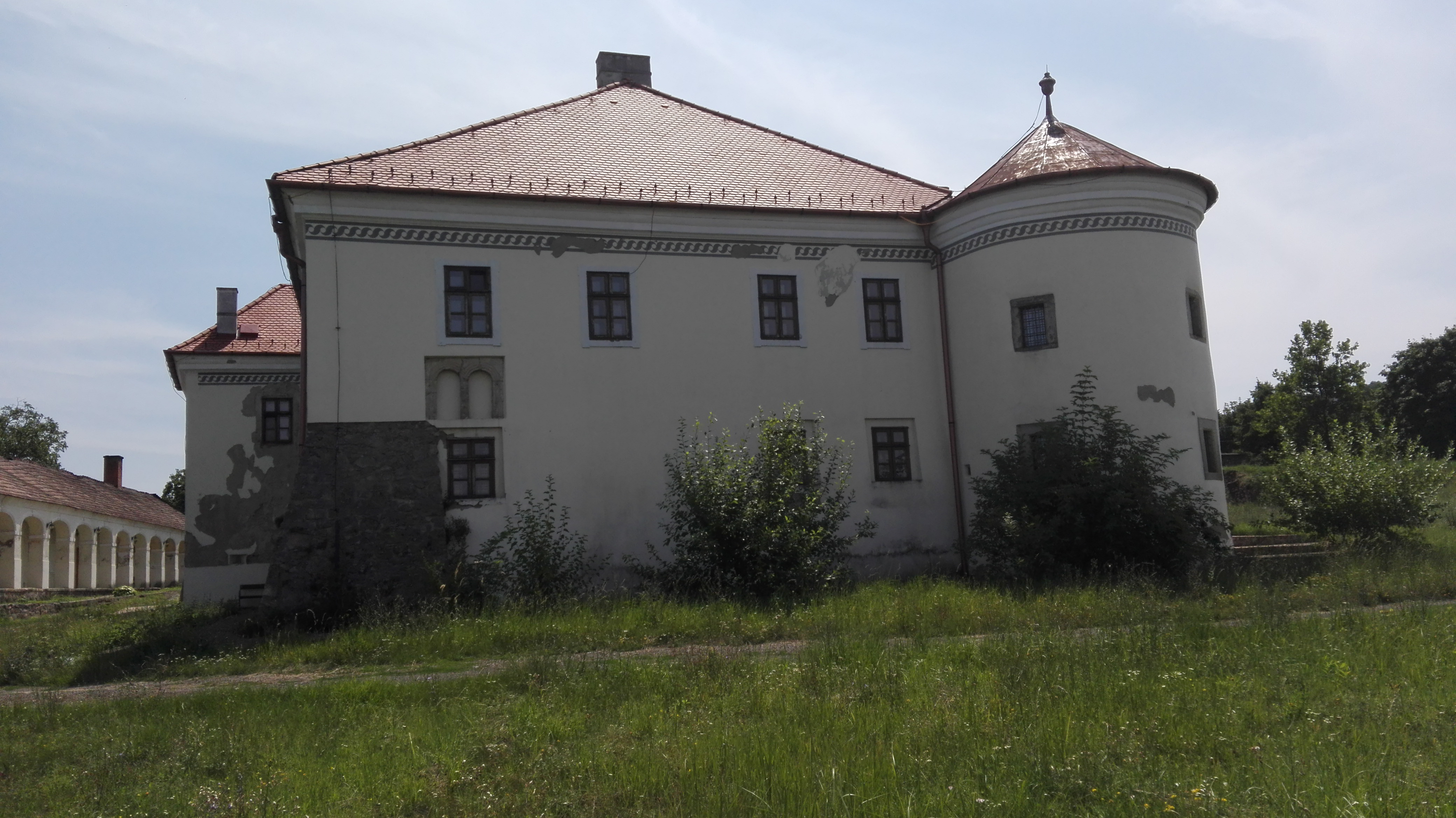
A felújításra szoruló, 2016-os állapotú kastély

Az első jelentős felújításra 1567-ben, a törökök rongálása után került sor.
1962−64-ben az Országos Műemlékvédelmi Hivatal vezetésével végeztek rajta műemléki helyreállítást. A 18. század végi állapotát próbálták visszaállítani. Feltárták a lépcsőket, pincehelyiségeket, kibontották a reneszánsz ikerablakokat és a régi lőréseket.
A homlokzat 16. századi, reneszánsz, sgrafitto díszítését helyreállították.
1982-ben a tetőszerkezetét, és a külső vakolat hibáit javították.

## Jelene
A kastély évek óta nem látogatható, csak kívülről látható, a volt monoki polgármester Szepessy Zsolt, mint  tulajdonos, kastélyszállóvá kezdte el átépíteni.
A munkálatok egy ideje abbamaradtak, a kastély környéke és parkja rendezetlen, gazos, a falakon a felújított vakolat mállani kezdett. 
Nem használják sem a kastélyt, sem a mellette lévő épületet.